# 정찬배
정찬배(鄭贊培, 1968년 11월 30일 ~ )은 대한민국의 VOA 기자이다.

## 학력
- 연세대학교 행정학과

## 경력
- YTN 앵커 (YTN 24)
- YTN 정치부 기자 (YTN 24)
- VOA 기자
- 신문 기자(1993년 ~ 1994년)

## 출연

### 영화
- 《이장과 군수》 - 남자 앵커 역 (특별 출연)
- 《부당거래》 - 남자 방송 기자 역 (단역)
- 《특수본》 - YTN 남 앵커 역 (단역)
- 《하루》 - 뉴스 앵커 1역 (단역)
- 《살인자의 기억법》 - 뉴스 앵커 역 (단역)

## 진행

### TV

#### YTN (YTN 24)
- 《정찬배 뉴스정석》(2013년 10월 18일 ~ 2015년 6월 26일) (YTN 24)
- 《뉴스11》(2015년 6월 29일 ~ 2015년 10월 2일) (YTN 24)
- 《뉴스10》(2015년 6월 29일 ~ 2015년 10월 2일) (YTN 24)
- 《YTN 이슈오늘 앵커》(2015년 10월 5일 ~ 2018년 10월 4일) (YTN 24)
- 《뉴스 톡》(2017년 2월 6일 ~ 2018년 10월 4일) (YTN 24)

#### TV조선
- 《사건파일 24》(2020년 9월 14일 ~ 2023년 7월 28일, 2024년 3월 11일 ~ 현재)
- 《신통방통》(2023년 7월 31일 ~ 2024년 3월 8일)